# Xavier Fabré i Carreras
Xavier Fabré i Carreras (Barcelona 1959) és un arquitecte, dissenyador i professor universitari català.

## Biografia
Va néixer el 1959 a la ciutat de Barcelona. Va estudiar arquitectura a l'Escola Tècnica Superior d'Arquitectura de Barcelona, depenent de la Universitat Politècnica de Catalunya (UPC), on es va graduar el 1988, i de la qual fou professor fins al 1994.

## Activitat professional
L'any 1988 va fundar un estudi d'arquitectura amb Lluís Dilmé anomenat "Dilmé & Fabré", especialitzant-se en projectes arquitectònics per a centres educatius, residencials i sanitaris.
- 1988, 1994-1999: Reconstrucció del Gran Teatre del Liceu (Barcelona)
- 1988-1997: Plaça cívica de Bellaterra (Universitat Autònoma de Barcelona)
- 1994-1999: Parc de la Comtessa Ermessenda (Girona)
- 1995-1997: Escola d'Ensenyament Integrat de Música i Dansa Oriol Martorell (Barcelona)
- 1996-2002: Remodelació del "Teatre Guastavino" (Vilassar de Dalt)
- 1999-2002: Conjunt d'habitatges (El Prat de Llobregat)
- 2001-2004: Rehabilitació del "Teatre Cal Ninyo" (Sant Boi de Llobregat)
- 2002-2004: Conjunt d'habitatges (Girona)
- 2002-2004: Conjunt d'habitatges (Figueres)
- 2002: rehabilitació del "Teatre Principal" (Sabadell)
- 2002: Rehabilitació del "Teatre Cooperativa" (Barberà del Vallès)
- 2003: Conversió de "Can Gibert" en centre d'arts (Monestir de Montserrat)
- 2004: Centre de negocis "Molí dels Frares" (Sant Vicenç dels Horts)

L'any 1994 al costat d'Ignasi de Solà-Morales, Lluís Dilmé i Eulàlia Serra dirigí el projecte de reconstrucció del teatre especialitzant-se, en la seva faceta de dissenyador, de la construcció dels mobles específics, la llum d'entrada al passadís i l'entrada del carrer de Sant Pau. L'any 2000 Solà-Morales, Dilmé i el mateix Fabré foren guardonats amb el Premi Nacional de Patrimoni Cultural per aquesta obra.